# Andrija Pavlović
Andrija Pavlović (ur. 16 listopada 1993 w Belgradzie) – serbski piłkarz grający na pozycji napastnika w FK Partizan.

## Kariera klubowa
Pavlović rozpoczął karierę w Policajacu Belgrad, z którego trafił do FK Rad. W 2011 roku został włączony do kadry pierwszego zespołu. Sezon 2011/2012 spędził na wypożyczeniu w FK Palić, a następnie trafił na półsezonowe wypożyczenie do BASK Beograd. W styczniu 2014 przeszedł do FK Čukarički. W sezonie 2014/2015 zdobył z tym klubem Puchar Serbii.
W czerwcu 2016 podpisał pięcioletni kontrakt z FC København. Zadebiutował w tym klubie 16 lipca 2016 w wygranym 3:0 meczu z Lyngby BK. W sezonie 2016/2017 zdobył z tym klubem mistrzostwo i puchar Danii. W kwietniu 2018 podpisał trzyletni kontrakt z Rapidem Wiedeń. W lipcu 2019 został wypożyczony na rok do APOEL FC. 19 września 2020 został piłkarzem Brøndby IF. W tym zespole zadebiutował 18 października 2020 w ligowym spotkaniu z SønderjyskE Fodbold (0:2). Pierwszego gola strzelił 8 listopada 2020 w wygranym 3:1 meczu z Odense Boldklub. W sezonie 2020/2021 Brøndby zostało mistrzem Danii.
Latem 2022 został piłkarzem FK Partizan.

## Kariera reprezentacyjna
W reprezentacji Serbii zadebiutował 25 maja 2016 w wygranym 2:1 meczu z Cyprem.

## Osiągnięcia
Brøndby IF
- Mistrzostwo Danii: 2020/2021

FC København
- Mistrzostwo Danii: 2016/2017
- Puchar Danii: 2016/2017

FK Čukarički
- Puchar Serbii: 2014/2015